# Línea de sucesión presidencial de Uruguay
La línea de sucesión presidencial de Uruguay es el orden de los funcionarios que pueden acceder al cargo de Presidente de la República en caso de vacancia presidencial temporal o definitiva. La línea de sucesión está establecida por la Constitución de la República Oriental del Uruguay, en su artículo 153:

En caso de vacancia definitiva o temporal de la Presidencia de la República, o en razón de licencia, renuncia, cese o muerte del Presidente y del Vicepresidente en su caso, deberá desempeñarla el Senador primer titular de la lista más votada del Partido político por el cual fueron electos aquellos, que reúna las calidades exigidas por el artículo 151 y no esté impedido por lo dispuesto en el artículo 152. En su defecto, la desempeñará el primer titular de la misma lista en ejercicio del cargo que reuniese esas calidades, si no tuviese dichos impedimentos, y así sucesivamente.

## Línea de sucesión actual
| N.º | Cargo                     | Titular           | Imagen | Partido | Partido       | En el cargo desde     |
| --- | ------------------------- | ----------------- | ------ | ------- | ------------- | --------------------- |
| 1.º | Vicepresidenta de Uruguay | Carolina Cosse    |        |         | Frente Amplio | 01 de marzo de 2025   |
| 2.º | Senadora                  | Blanca Rodríguez  |        |         | Frente Amplio | 15 de febrero de 2025 |
| 3.º | Senador                   | Daniel Caggiani   |        |         | Frente Amplio | 15 de febrero de 2025 |
| 4.º | Senador                   | Sebastian Sabini  |        |         | Frente Amplio | 15 de febrero de 2025 |
| 5.º | Senador                   | Mario Bergara     |        |         | Frente Amplio | 15 de febrero de 2025 |
| 6.º | Senador                   | Felipe Carballo   |        |         | Frente Amplio | 15 de febrero de 2025 |
| 7.º | Senador                   | Óscar Andrade     |        |         | Frente Amplio | 15 de febrero de 2025 |
| 8.º | Senadora                  | Constanza Moreira |        |         | Frente Amplio | 15 de febrero de 2025 |

## Aplicaciones

### Casos de sucesión por vacancia permanente
Las siguientes son aplicaciones de sucesión de cargos políticos ante vacancia permanente del titular:
- El 28 de febrero de 1882 el presidente de la República Francisco Vidal presentó ante la Asamblea General su renuncia al cargo por razones de salud, que le fue aceptada. Debido a que la Asamblea General previó para el día siguiente —1 de marzo— la elección del nuevo presidente de la República, hasta tanto no se eligiera al nuevo presidente se activó la sucesión presidencial según el artículo 77 de la Constitución de 1830 y durante un día el presidente del Senado Alberto Flangini ejerció como presidente interino. Al día siguiente la Asamblea General eligió como nuevo presidente a Máximo Santos.[2][3]
- Luego del fallecimiento de Tomás Berreta, el vicepresidente de la República Luis Batlle Berres asumió la presidencia de la República.
- Tras el fallecimiento en 1967 del Presidente Óscar Gestido, asume y completa el mandato el vicepresidente Jorge Pacheco Areco.
- Luego del fallecimiento en 1998 del vicepresidente Hugo Batalla, asume y completa el periodo como vicepresidente Hugo Fernández Faingold al ser el primer senador de la lista más votada.
- Tras la renuncia del vicepresidente Raúl Sendic, la senadora Lucía Topokansky asumió la vicepresidencia tras cumplir los requisitos constitucionales. Este acto la convirtió en la primera mujer en ocupar dicho cargo en la historia del país. Topokansky ya había ocupado dicho cargo de forma interina en otras ocasiones, tanto en el segundo gobierno de Tabaré Vázquez, como también durante el gobierno de José Mujica, al ser la senadora de la lista más votada.

### Suplencias temporales
A diferencia de las anteriores, las que siguen a continuación son suplencias temporarias que al finalizar el titular regresó a su cargo: 
- Durante la segunda presidencia de Julio María Sanguinetti, el senador Luis Bernardo Pozzolo ejerció interinamente la presidencia durante tres días.
- Durante la presidencia de José Mujica, el senador Alberto Couriel ejerció interinamente la presidencia durante un día,[4] así como también lo hizo el senador Ernesto Agazzi.[5]
- Durante la segunda presidencia de Tabaré Vázquez, en los primeros días de junio de 2018, la senadora Patricia Ayala ejerció interinamente la presidencia.[6]